# Ulidia facialis
Ulidia facialis är en tvåvingeart som beskrevs av Friedrich Georg Hendel 1931. Ulidia facialis ingår i släktet Ulidia och familjen fläckflugor.
Artens utbredningsområde är Egypten. Inga underarter finns listade i Catalogue of Life.